# Vascoonssubstraattheorie

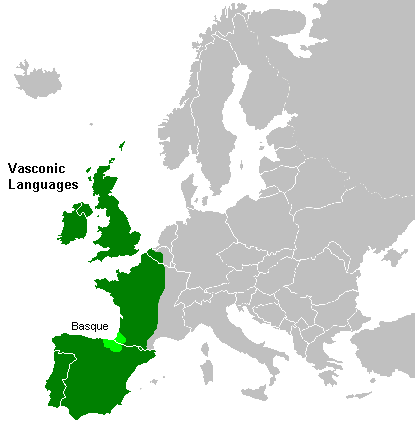
Voorgesteld verspreidingsgebied van het Vascoons substraat

De Vascoonssubstraattheorie is de hypothese die stelt dat verscheidene West-Europese talen overblijfselen bevatten van een oude taal of taalfamilie, de Vascoonse talen, waarvan het Baskisch de enige overlevende taal zou zijn. Deze hypothese werd naar voren geschoven door de Duitse taalkundige Theo Vennemann, maar kent weinig ondersteuning bij andere taalkundigen. Volgens Vennemann waren de Vascoonse talen in de prehistorie wijdverspreid over het Europese vasteland voordat ze werden verdrongen door in hoofdzaak Indo-Europese talen. Overblijfselen van deze Vascoonse talen zouden te vinden zijn in toponiemen in Centraal- en West-Europa en een deel van de huidige Germaanse en Balto-Slavische woordenschat die niet tot een Indo-Europese voorloper kan worden herleid.

## Hypothese
Vennemanns theorie houdt in dat Vasconen uit het huidige Baskenland West-Europa bevolkten, toen het ijs na de laatste ijstijd terugtrok. Zij kenden dan namen toe aan de hen omringende rivieren en plaatsen. Deze namen bleven vaak verderleven nadat de Vascoonse talen waren verdrongen door Indo-Europese talen. Parallellen, waarvan geopperd wordt dat ze overblijfselen zijn van een pre-Indo-Europees substraat, werden vastgesteld in de Oud-Europese hydronymie door Hans Krahe en op cultureel vlak door Marija Gimbutas. Theo Vennemann gelooft dat een van deze substraten Vascoons is, omwille van typische kenmerken van pre-Indo-Europese toponiemen, die aan de hand van het Baskisch kunnen worden verklaard, zoals het element aran, cfr. Baskisch haran "vallei" in plaatsnamen als Val d'Aran, Arundel of Arendal. Desniettegenstaande zijn de meeste taalkundigen ervan overtuigd dat het waarschijnlijker is dat zulke hydroniemen van Indo-Europese oorsprong zijn.
Een ander element dat Vennemann aanvoert ter ondersteuning van de Vascoonssubstraattheorie is het verderleven van het vigesimaal (tellen op basis van het getal 20) talstelsel in onder andere Keltische talen, het Frans, Georgisch en Deens. Hierbij beschouwt hij het vigesimaal talstelsel als een kenmerkende eigenschap voor de Vascoonse talen.
Daarnaast voert Vennemann ook bewijsmateriaal aan uit de hoek van de genetica en bloedtypes, dat toont dat de Basken genetische eigenschappen delen die ook in Centraal- en West-Europa worden teurggevonden, in het bijzonder in moeilijk toegankelijke berggebieden.
Vennemann ontwikkelde zijn theorie in een reeks papers die verzameld zijn in het boek "Europa Vasconica - Europa Semitica" (2003). Een uitgebreide en kritische recensie hiervan verscheen in Lingua 116.
Het hypothetische Vascoons substraat werd op grote schaal verworpen door historisch taalkundigen. Vennemans theorieën over Vascoonse toponymie en hydronymie werden aangevallen door de Britse taalkundige P.R. Kitson in 1996. De Duitse taalkundige Dieter Steinbauer argumenteerde dat een isolaat zoals het Baskisch niet geschikt is voor de reconstructie van een substraattaal, aangezien er weinig historische gegevens zijn voor het Baskisch en omdat het Baskisch veel woorden uit Indo-Europese talen heeft overgenomen. Steinbauer had ook kritiek op Vennemann omdat deze Baskische radices voorstelde met initiële medeklinkerclusters (waarvan algemeen wordt aangenomen dat ze uit andere talen zijn overgenomen), ten tweede omdat hij aanwijzingen dat het Etruskisch nauwer verwant lijkt met westelijke Anatolische talen negeerde en omwille van enkele methodologische gebreken.